# 1072

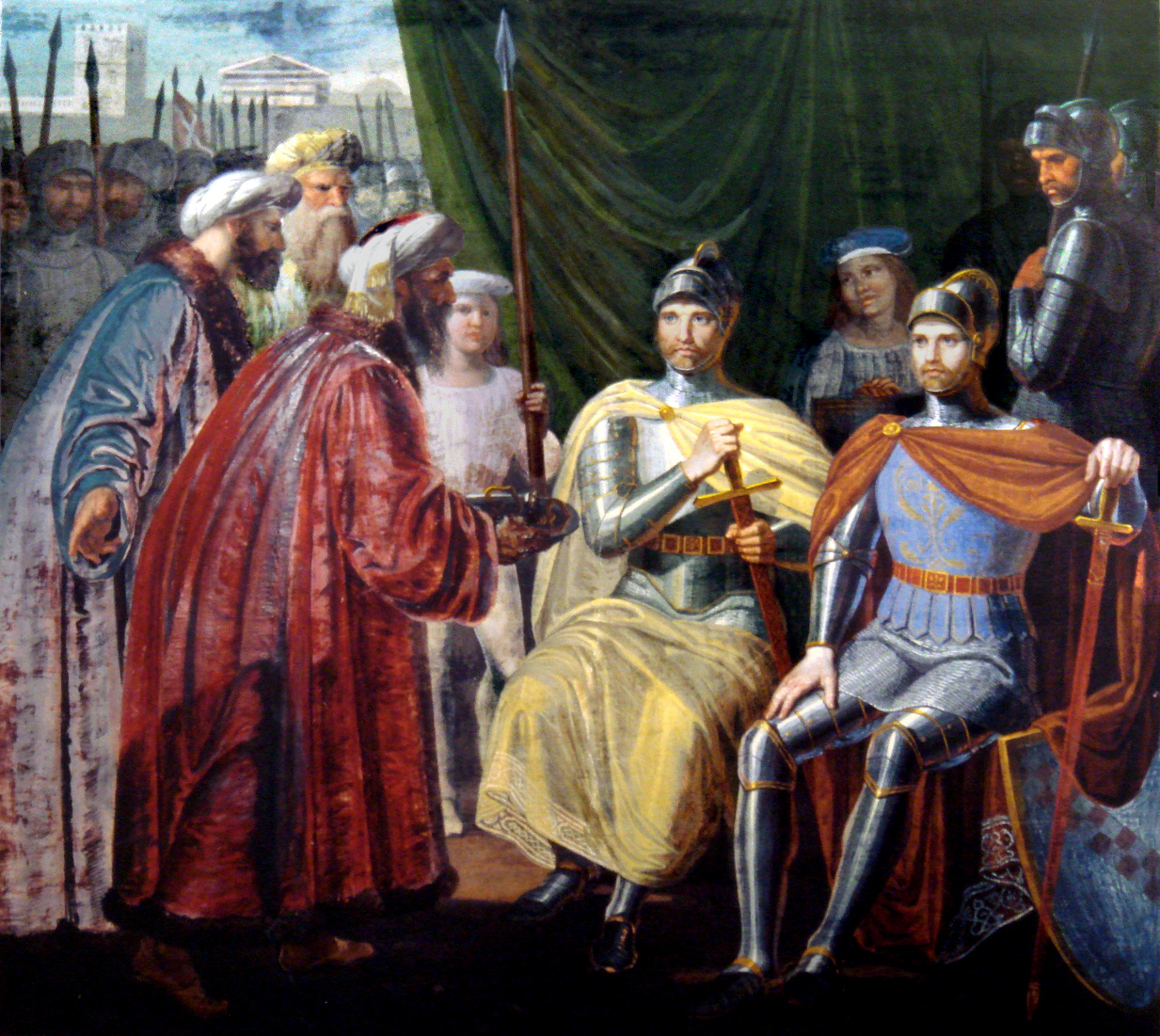
Rogier van Hauteville ontvangt de sleutels van de stad Palermo

Het jaar 1072 is het 72e jaar in de 11e eeuw volgens de christelijke jaartelling.

## Gebeurtenissen
januari
- 10 - De Normandiërs onder Robert Guiscard veroveren Palermo. Het graafschap Sicilië wordt gesticht, met Roberts broer Rogier van Hauteville als eerste graaf.

oktober
- 6 - De jonge koning Sancho II van Castilië sneuvelt voor Zamora.

zonder datum
- Artuk Beg begint de Seltsjoekse verovering van Anatolië.
- Willem de Veroveraar valt Schotland binnen.
- De Bulgaren, in opstand tegen het Byzantijnse Rijk, benoemen Constantijn Bodin tot keizer onder de naam Peter III.
- De graaf van Vlaanderen Robrecht I de Fries sticht de Abdij van Waten.
- Filips I van Frankrijk trouwt met Bertha van Holland, stiefdochter van Robrecht de Fries.
- Ernst de Strijdbare van Oostenrijk trouwt met Swanhilde.
- Voor het eerst genoemd: Dikkebus, IJsselmonde, Pittem

## Opvolging
- aartsbisdom Bremen - Adalbert opgevolgd door Liemar
- Bretagne - Havise opgevolgd door haar echtgenoot Hoël II
- Castilië en Galicië - Sancho II van Castilië opgevolgd door zijn broer Alfons VI van León
- Georgië - Bagrat IV opgevolgd door zijn zoon George II
- bisdom Krakau - Lambert Suła opgevolgd door Stanislaus
- Saksen - Ordulf opgevolgd door zijn zoon Magnus
- Seltsjoeken - Alp Arslan opgevolgd door zijn zoon Malik Sjah I
- Vietnam - Lý Thánh Tông opgevolgd door Lý Nhân Tông

## Geboren
- Agnes van Waiblingen, Duits prinses, echtgenote van Frederik I van Zwaben en Leopold II van Oostenrijk
- Tancred, Normandisch kruisvaarder, prins van Galilea (1099-1112) (jaartal bij benadering)
- Welf V, hertog van Beieren (1101-1120) (jaartal bij benadering)

## Overleden
- 22 februari - Stigand, bisschop van Winchester en aartsbisschop van Canterbury
- 22/23 februari - Petrus Damiani (65), Italiaans theoloog
- 16 maart - Adalbert, aartsbisschop van Bremen-Hamburg
- 28 maart - Ordulf (~49), hertog van Saksen (1059-1072)
- 6 oktober - Sancho II, koning van Castilië (1065-1072) en Galicië (1071-1072)
- 13 november - Adalbero III, bisschop van Metz
- 24 november - Bagrat IV (~54), koning van Georgië (1027-1072)
- 15 december - Alp Arslan (~42), sultan der Seltsjoeken (1063-1072)
- Havise (~45), hertogin van Bretagne (1066-1072)
- Honorius II, tegenpaus (1061-1072)
- Lý Thánh Tông (~49), keizer van Vietnam

- Romanus IV van Byzantium
- Bagrat IV van Georgië